# Фошаньський метрополітен
Фошаньський метрополітен (кит.: 佛山地铁) — лінія метро в містах Фошань та Гуанчжоу, Гуандун, КНР. Метрополітен відкрився 3 листопада 2010 року, повністю інтегрований з метро Гуанчжоу, 7 станцій розташовані у Гуанчжоу та 15 у Фошані. Всі станції обладнані скляними дверима що відділяють платформу від потяга метро.

## Історія
Будівництво метрополітену почалося 11 жовтня 2002 року.

### Хронологія відкриття станцій
- 3 листопада 2010 — відкрилася початкова ділянка лінії Гуанфо, 14 станцій та 20,4 км.
- 28 грудня 2015 — розширення на 4 станції та 7,3 км.
- 28 грудня 2016 — розширення на 4 станції та 6,7 км.

## Лінія Гуанфо
Міжміська повністю підземна лінія метро яка складається з 22 станції та 34,4 км. На лінії використовуються чотиривагонні
потяги. Пересадка здійснюється на Лінії 1 та 8 метрополітену Гуанчжоу. Ще 3 станції та 5,6 км відкриються у 2018 році.

## Розвиток
На початок 2018 року в місті будується 2 лінії:
- Лінія 2 — 17 станцій та 32,3 км, відкриття заплановане на 2019 рік.
- Лінія 3 — 36 станцій та 66,5 км, відкриття заплановане на 2021 рік.

## Галерея

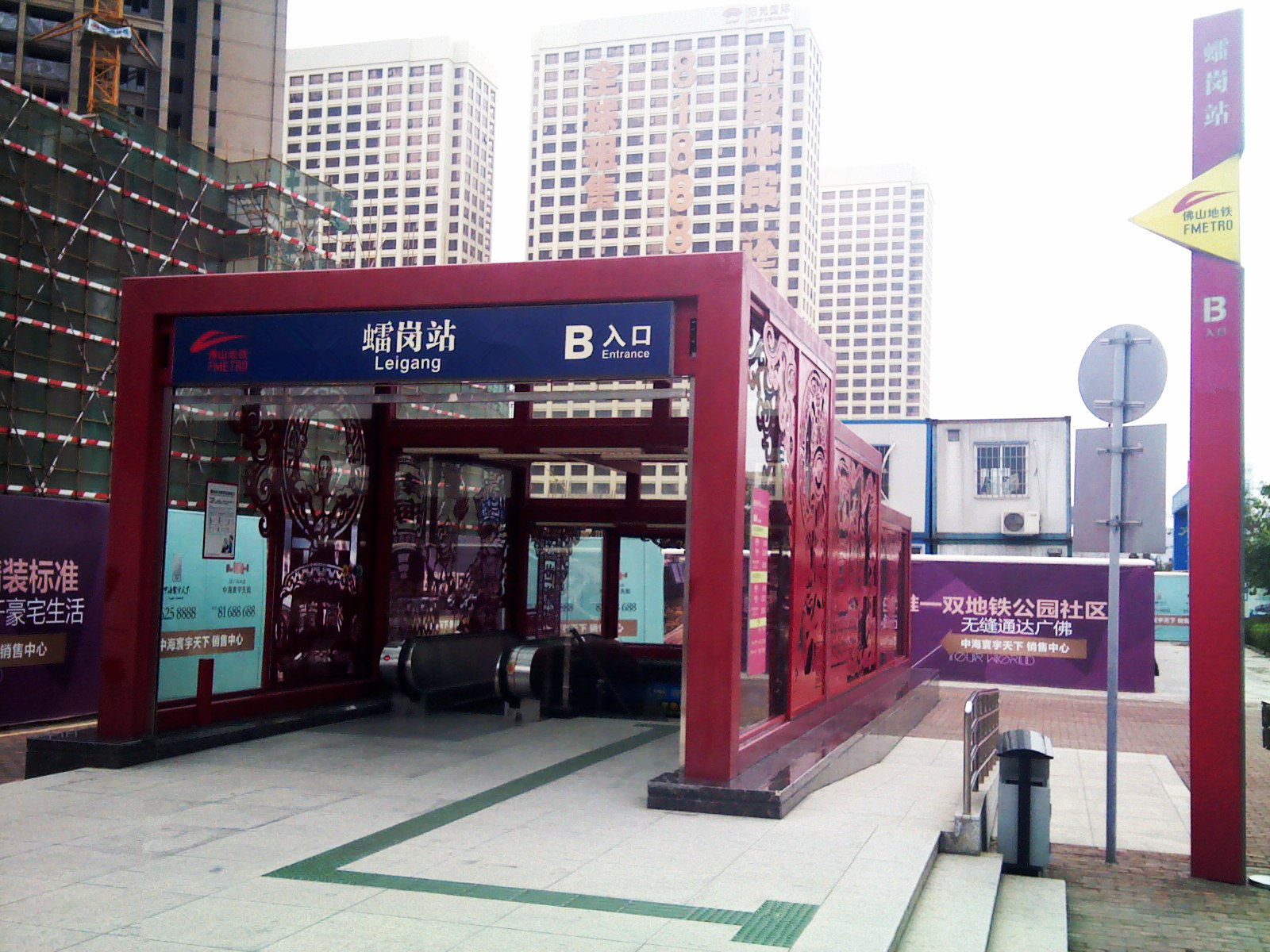
Вихід Б зі станції Leigang
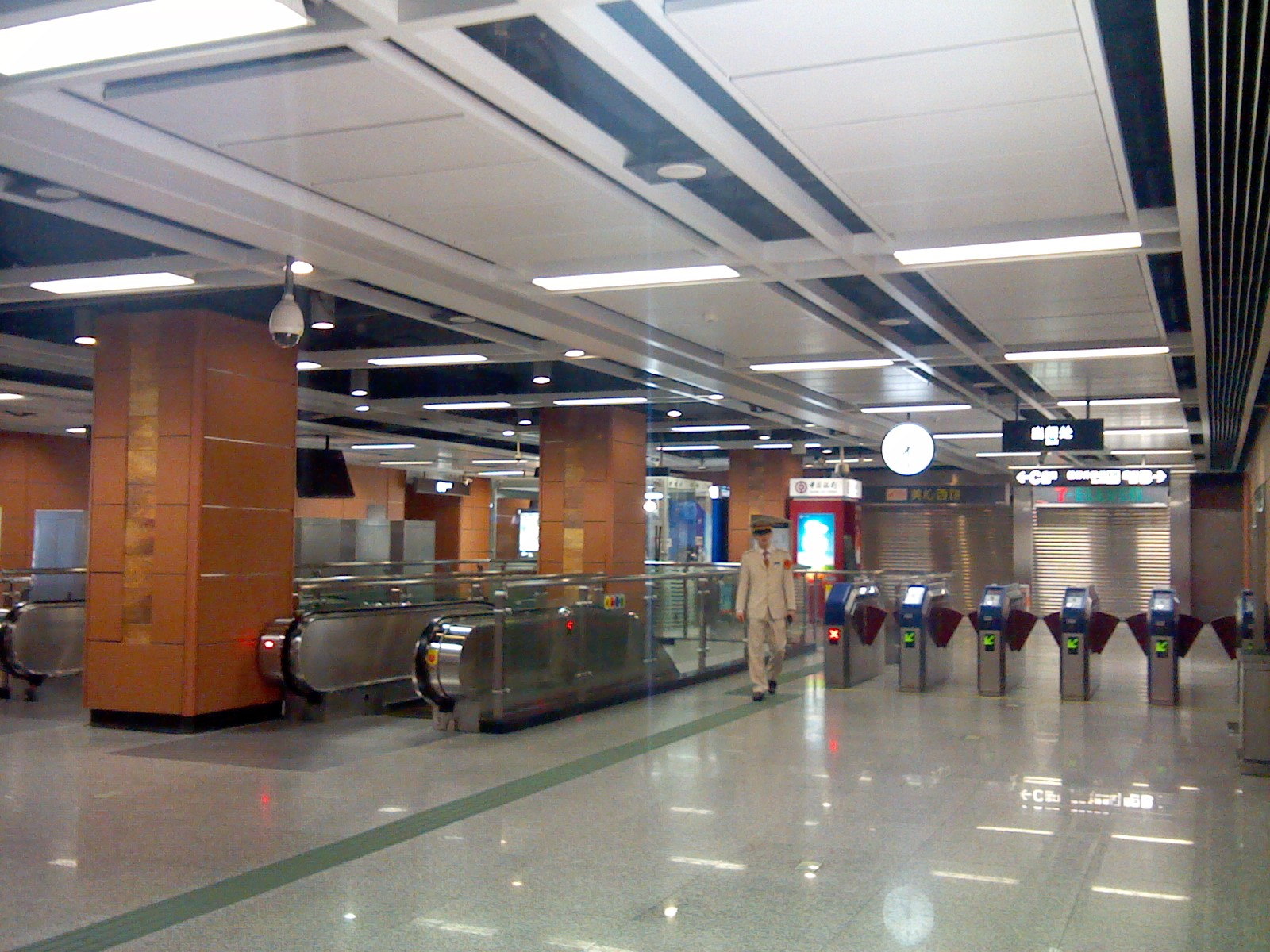
Вестибюль станції Chao'an
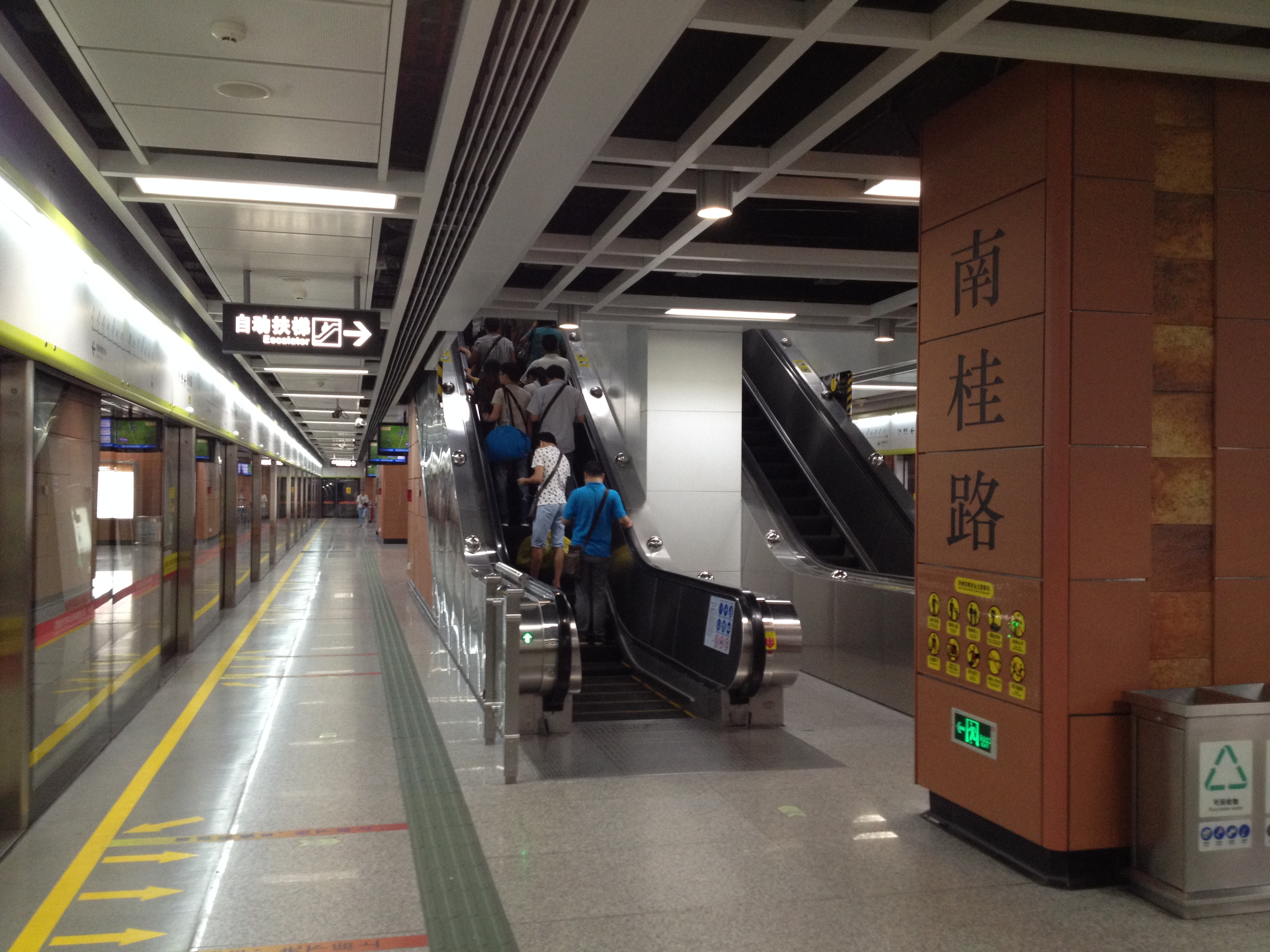
Платформа станції Nangui Lu
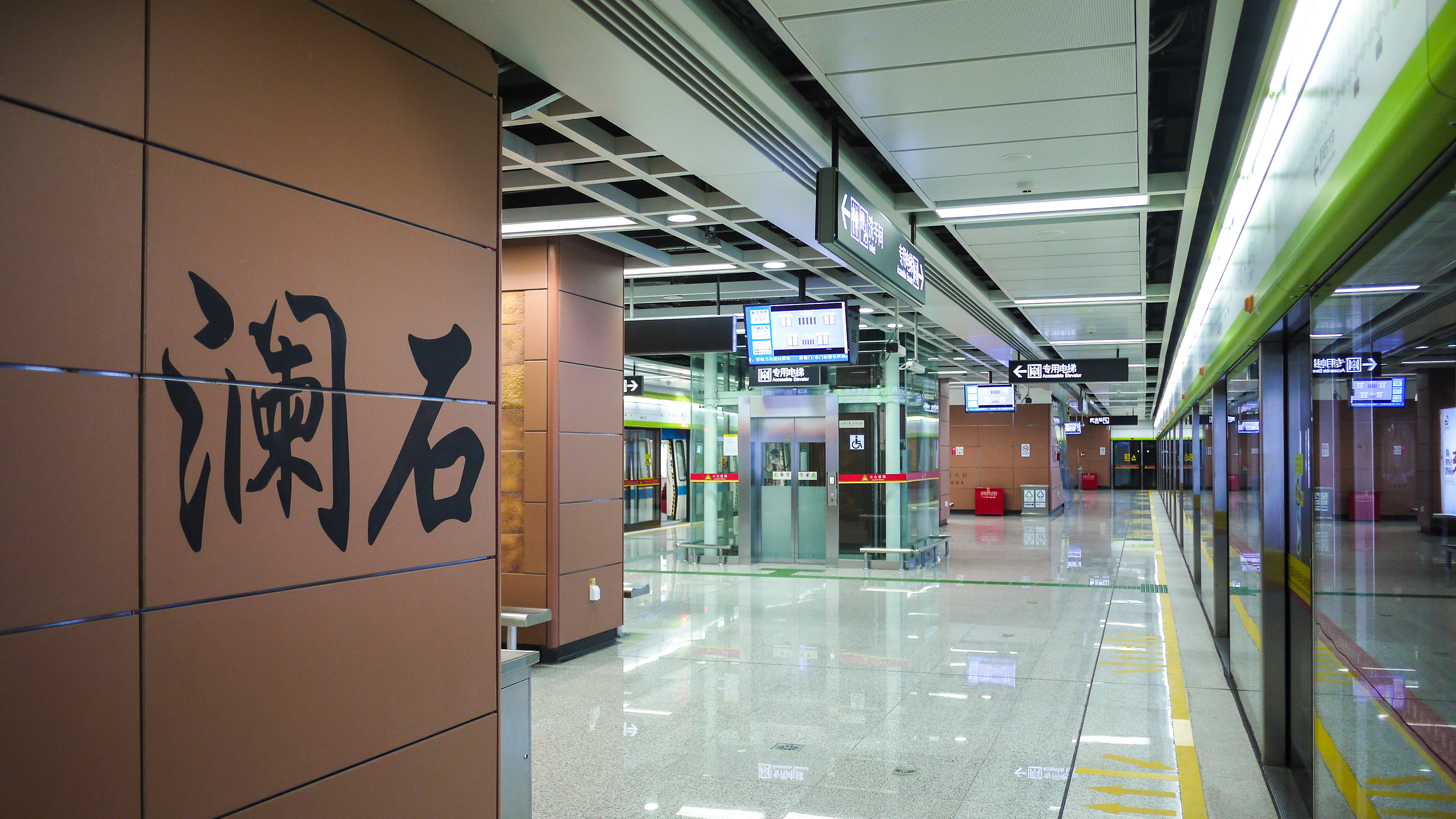
Платформа станції Lanshi